# Modello di Sommerfeld
In fisica dello stato solido il modello di Sommerfeld detto anche modello dell'elettrone libero è un modello quantistico che descrive il comportamento dei portatori di carica nei solidi metallici. 
Tale modello è stato sviluppato da Arnold Sommerfeld che ha combinato il modello di Drude
(un modello che considera gli elettroni come un gas ideale classico, non riuscendo tuttavia a giustificare da solo la conducibilità elettrica dei metalli al variare della temperatura) con la 
statistica quantistica di Fermi-Dirac.
Il modello è molto semplice, ma riesce a dare una soddisfacente spiegazione di molti fatti sperimentali:
- conduttività elettrica;
- legge di Wiedemann-Franz che mette in relazione la conducibilità termica alla conduttività elettrica;
- dipendenza dalla temperatura del calore specifico elettronico;
- dipendenza (approssimativa) dall'energia della densità degli stati;
- compressibilità dei metalli;
- cammino libero medio
- Effetto Seebeck

Il miglioramento diretto di questo modello si ha con la teoria delle bande.
Per alleggerire la trattazione, molti ragionamenti non sono esplicitati in quanto si rimanda al modello di Drude per lo sviluppo
completo, infatti la differenza con tale modello è solo da un punto di vista statistico.

## Ipotesi
Gli elettroni di valenza sono considerati completamente liberi e costituiscono a tutti gli effetti un gas ideale di elettroni. Come nel caso di un gas ideale la interazione elettrone-elettrone è completamente trascurata. 
La struttura cristallina non è tenuta in considerazione. L'unico limite del modello è dato dalla scatola cubica di lato {\displaystyle L\ } in cui sono contenuti gli elettroni.
La statistica a cui obbedisce tale gas quantistico è la statistica di Fermi-Dirac.

## Modello stazionario
Consideriamo una scatola cubica di lato {\displaystyle L\ } dentro cui sono contenuti {\displaystyle N\ } elettroni non interagenti. Si può dimostrare che la forma della scatola modifica i risultati finali in maniera irrilevante. Immaginiamo che il potenziale sia infinito all'esterno della scatola, di conseguenza la funzione d'onda deve essere nulla all'esterno della scatola stessa. Se scegliamo l'origine delle coordinate coincidente con un vertice del cubo e gli assi cartesiani orientati come i suoi spigoli, la funzione d'onda soddisferà per ragioni di continuità le equazioni:
{\displaystyle \psi (0,y,z)=\psi (L,y,z)=0\ }
{\displaystyle \psi (x,0,z)=\psi (x,L,z)=0\ }
{\displaystyle \psi (x,y,0)=\psi (x,y,L)=0\ }
La soluzione del problema è la combinazione lineare di onde piane viaggianti in direzioni opposte:
{\displaystyle \psi (x,y,z)=A\left[e^{i{\vec {k}}\cdot {\vec {r}}}-e^{-i{\vec {k}}\cdot {\vec {r}}}\right]\ }
Tale equazione può essere riscritta come:
{\displaystyle \psi (x,y,z)=2iA\sin(k_{x}x)\sin(k_{y}y)\sin(k_{z}z)\ }
La necessità che vengano soddisfatte le condizioni al contorno richiede che le componenti di {\displaystyle {\vec {k}}\ } devono assumere solo dei valori discreti:

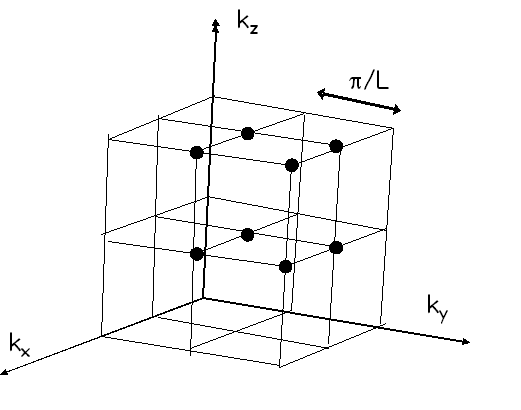
Otto soluzioni nello spazio k di una scatola cubica a 3 dimensioni di lato L

{\displaystyle k_{x}=n_{x}{\frac {\pi }{L}}\ }
{\displaystyle k_{y}=n_{y}{\frac {\pi }{L}}\ }
{\displaystyle k_{z}=n_{z}{\frac {\pi }{L}}\ }
Dove {\displaystyle n_{x}\ },{\displaystyle n_{y}\ } ed {\displaystyle n_{z}\ } devono essere numeri positivi ed interi. Non sono soluzioni possibili nemmeno quelle soluzioni per cui uno solo degli {\displaystyle n_{i}\ } è nullo: verrebbe infatti violato il principio di indeterminazione in quella direzione.
Se noi disegniamo, nello spazio {\displaystyle k\ }, l'insieme dei punti che sono soluzioni del
problema di {\displaystyle N\ } particelle nella scatola cubica di lato {\displaystyle L\ },
otteniamo un reticolo cubico semplice di punti in un solo ottante di
tale spazio.
Allo zero assoluto mi aspetto che siano occupati solo gli stati con
minore energia rispettando il principio di esclusione di Pauli. Il
numero di elettroni nei solidi macroscopici è molto elevato per
cui se andiamo a disporre i nostri {\displaystyle N\ } elettroni negli stati
possibili riempiendo prima gli stati con {\displaystyle |{\vec {k}}|\ } basso (bassa energia) e poi via
via quelli con {\displaystyle |{\vec {k}}|\ } più elevato (grande energia). Dato che il numero 
{\displaystyle N\ \ } è
molto elevato si può trascurare la discretizzazione degli stati.
Nello spazio
{\displaystyle k\ } gli stati possibili occupano i punti di un reticolo cubico semplice.
La distanza tra punti adiacenti di tale reticolo vale
ovviamente:
{\displaystyle a=\pi /L}. Nei reticoli cubici semplici
di parametro reticolare
{\displaystyle a\ }, la densità dei punti reticolari vale ovviamente {\displaystyle n=a^{-3}\ }. Abbiamo
che la densità dei punti nello spazio {\displaystyle k\ } vale:
{\displaystyle n({\vec {k}})=\left({\frac {L}{\pi }}\right)^{3}={\frac {V}{\pi ^{3}}}\ }
dove {\displaystyle V=L^{3}\ } è il volume del cubo.
Abbiamo calcolato tale densità di punti, ma ogni stato
può essere occupato da due soli elettroni
a causa del principio di esclusioni di Pauli, avendo
gli elettroni un ulteriore grado di libertà interno dovuto allo spin
semintero. Quindi per ogni stato permesso alla funzione d'onda di un elettrone,
ci sono
due stati elettronici, che corrispondono alle due possibili direzioni
verso cui può puntare il momento angolare di un
elettrone.
Quindi la densità {\displaystyle g({\vec {k}})\ }
di stati elettronici nello spazio {\displaystyle k\ } vale:
{\displaystyle g({\vec {k}})=2n({\vec {k}})=2{\frac {V}{(\pi )^{3}}}\ }
Il significato fisico di {\displaystyle g({\vec {k}})\ } (estendendo la sua definizione
dallo spazio discreto a quello continuo) è che vi sono nel volume
{\displaystyle d^{3}k\ } dello spazio {\displaystyle k\ } un numero {\displaystyle dn=g({\vec {k}})d^{3}k\ } elettroni.
Possiamo determinare il raggio {\displaystyle k_{F}\ } dell'ottavo di sfera
contenente gli {\displaystyle N\ } elettroni del metallo:
{\displaystyle N=g({\vec {k}}){\frac {1}{8}}{\frac {4}{3}}\pi k_{F}^{3}={\frac {Vk_{F}^{3}}{3\pi ^{2}}}\ }
Si noti come si faccia un errore, trascurabile, dovuto all'inclusione dei punti sui tre piani cartesiani.
Dalla equazione si ricava che:
{\displaystyle k_{F}=(3\pi ^{2}n)^{\frac {1}{3}}\ }
Il raggio del settore sferico {\displaystyle k_{F}\ } viene detto vettore d'onda di Fermi.
Al contrario del caso classico quindi gli elettroni in un metallo
anche a temperatura bassissima hanno un vasto range di valori di vettori
d'onda e di conseguenza di energie cinetiche fino ad un certo
valore massimo dipendente soltanto dalla densità degli elettroni.

## Condizione al contorno periodica
La condizione data sulla funzione d'onda, che imponeva il suo annullarsi
sulla superficie del cubo, è nella pratica poco
soddisfacente, infatti porta come conseguenza che le soluzioni del
problema siano onde stazionarie. Nei solidi macroscopici l'interazione degli
elettroni con gli estremi del solido è spesso trascurabile nei fenomeni
di trasporto di energia e carica: soluzioni quindi propagantesi
descrivono meglio i fenomeni fisici di interesse, tranne che per i {\displaystyle {\vec {k}}\ } al limite della I zona di Brillouin, ma nel modello la periodicità del reticolo
è trascurata. Le proprietà generali di un solido
macroscopico ( è possibile dimostrarlo in maniera
rigorosa
) non dipendono dalle condizioni al contorno.

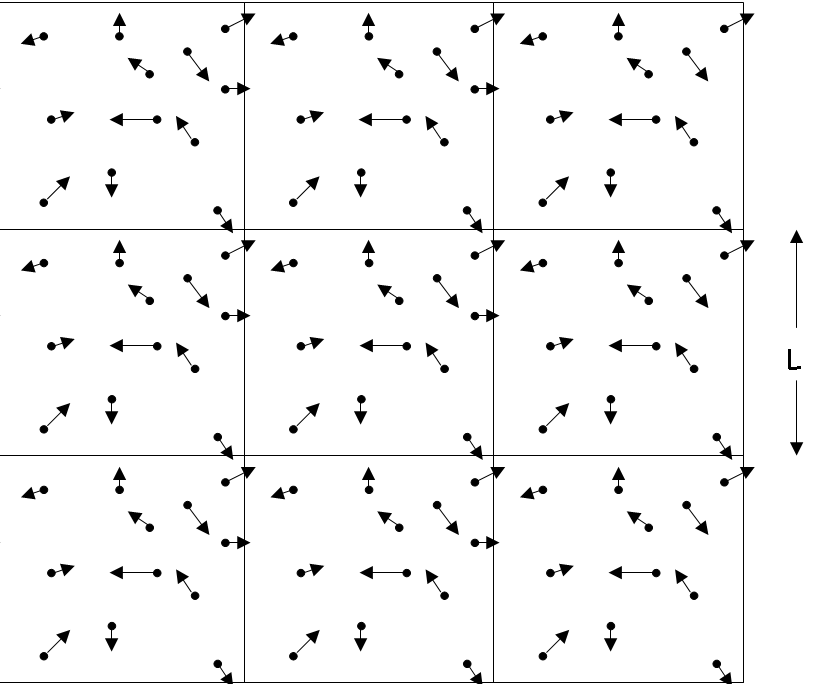
Condizione al contorno periodica

Una scelta più soddisfacente delle condizioni al contorno è quella
di una condizione al contorno periodica, detta anche condizione al contorno di Born-Von Karman: si immagina che ogni
faccia del cubo sia unita alla superficie opposta, in maniera tale che
ogni elettrone che arrivi su una superficie non sia riflesso
dalla superficie stessa, ma lasci il metallo entrando di nuovo dalla
faccia opposta. Una condizione di tale tipo impone che la densità degli elettroni non vari lungo il solido. In tali termini la condizione sulla funzione d'onda
è del tipo:
{\displaystyle \psi (x,y,z,t)=\psi (x+L,y,z,t)\ }
{\displaystyle \psi (x,y,z,t)=\psi (x,y+L,z,t)\ }
{\displaystyle \psi (x,y,z,t)=\psi (x,y,z+L,t)\ }
Le soluzioni del problema sono in tale caso semplicemente delle onde piane:
{\displaystyle \psi (x,y,z,t)=Ae^{i({\vec {k}}\cdot {\vec {r}}-\omega t)}\ }
La necessità che vengano soddisfatte le condizioni al contorno
richiede che le componenti di {\displaystyle {\vec {k}}\ } possano assumere solo
dei valori discreti:
{\displaystyle k_{x}=n_{x}{\frac {2\pi }{L}}\ }
{\displaystyle k_{y}=n_{y}{\frac {2\pi }{L}}\ }
{\displaystyle k_{z}=n_{z}{\frac {2\pi }{L}}\ }
Dove {\displaystyle n_{x}\ },{\displaystyle n_{y}\ } ed {\displaystyle n_{z}\ } devono essere numeri interi positivi o negativi, ma non tutti nulli. Nello spazio k tali punti costituiscono un reticolo cubico. La distanza tra i punti del reticolo cubico
semplice degli stati permessi, è due volte più grande rispetto
alla precedente condizione al contorno. Quindi nello spazio {\displaystyle k\ }
l'insieme dei punti che sono soluzioni del problema di {\displaystyle N\ }
particelle nella scatola periodica di lato {\displaystyle L\ } è un reticolo
cubico semplice di punti di tale spazio, ma disposti simmetricamente
intorno agli assi delle coordinate. Ma la distanza tra i punti del
reticolo nello spazio {\displaystyle k\ } normalmente provoca nessun effetto
misurabile nei solidi macroscopici. 
Tale condizioni portano alle stessa soluzione per quanto riguarda
{\displaystyle k_{F}\ }. Infatti ripetendo i ragionamenti nel caso {\displaystyle T=0\ }.
{\displaystyle g({\vec {k}})=2n({\vec {k}})=2{\frac {V}{(2\pi )^{3}}}\ }
Gli {\displaystyle N\ } elettroni andranno quindi a riempire una sfera di raggio {\displaystyle k_{F}\ } (non più un ottavo di sfera):
{\displaystyle N=g({\vec {k}}){\frac {4}{3}}\pi k_{F}^{3}={\frac {Vk_{F}^{3}}{3\pi ^{2}}}\ }
che è la stessa equazione di quella ricavata precedentemente.
Quindi il vettore d'onda di Fermi è identico con tale condizione al contorno. La regione nello spazio {\displaystyle k\ } permessa agli stati di un elettrone è una sfera.

## Energia di Fermi
Poiché gli elettroni sono liberi la relazione di dispersione tra {\displaystyle E\ }
e {\displaystyle k\ } vale:
{\displaystyle E={\frac {\hbar ^{2}k^{2}}{2m}}\ }
quindi al valore massimo {\displaystyle k_{F}\ } per {\displaystyle T=0\ } corrisponde una energia massima, detta energia di Fermi:
{\displaystyle E_{F}={\frac {\hbar ^{2}k_{F}^{2}}{2m}}={\frac {\hbar ^{2}}{2m}}(3\pi ^{2}n)^{\frac {2}{3}}\ }
o se si vuole una velocità quadratica massima {\displaystyle v_{F}={\sqrt {2E_{F}/m}}\ }
{\displaystyle v_{F}={\frac {\hbar }{m}}(3\pi ^{2}n)^{\frac {1}{3}}\ }
Si definisce temperatura di Fermi:
{\displaystyle T_{F}={\frac {E_{F}}{k_{B}}}\ }
La velocità di Fermi ha un valore simile per tutti i metalli ed è circa {\displaystyle 1/100\ } della velocità della luce. L'esistenza
di questa velocità spiega la ragione per cui i segnali elettrici
nei metalli si propagano con la stessa velocità, circa la
velocità di Fermi, indipendentemente dalla temperatura. La velocità di Fermi gioca nella teoria dei metalli un ruolo analogo alla velocità
quadratica media termica {\displaystyle v={\sqrt {3k_{B}T/m}}\ } di un gas classico.
Il modulo del vettore d'onda di Fermi ha un valore paragonabile a quello della prima zona di Brillouin. La sfera di raggio {\displaystyle k_{F}\ }, contenente
i livelli occupati una volta sola è detta sfera di Fermi. La superficie
della sfera di Fermi che separa gli stati occupati da quelli non
occupati si chiama superficie di Fermi.
| Elemento | {\displaystyle E_{F}\ (eV)} | {\displaystyle T_{F}\ (10^{3}\ K)} | {\displaystyle v_{F}\ (10^{6}m/s)} |
| -------- | --------------------------- | ---------------------------------- | ---------------------------------- |
| Na       | 3.24                        | 40                                 | 1.1                                |
| Cu       | 7                           | 82                                 | 1.6                                |
| Al       | 12                          | 136                                | 2.0                                |
| Fe       | 11                          | 130                                | 2.0                                |

## Densità degli stati

La densità degli stati (DOS acronimo inglese) di un gas di fermioni liberi è proporzionale alla radice quadrata della loro energia cinetica.

La densità elettronica parziale, ovvero il numero di elettroni per unità di volume con vettore d'onda minore o uguale a {\displaystyle k_{i}} , vale:
{\displaystyle n_{i}=2{\frac {1}{(2\pi )^{3}}}{\frac {4}{3}}\pi k_{i}^{3}={\frac {k_{i}^{3}}{3\pi ^{2}}}}
Ma essendo {\displaystyle E_{i}={\frac {\hbar ^{2}k_{i}^{2}}{2m}}} posso scrivere l'equazione precedente in funzione di  {\displaystyle E_{i}}:
{\displaystyle n(E_{i})={\frac {1}{3\pi ^{2}}}\left({\frac {2mE_{i}}{\hbar ^{2}}}\right)^{3/2}}.
Se definiamo {\displaystyle g(E)} la densità degli stati per unità di volume con energia compresa tra {\displaystyle E} ed {\displaystyle E+dE}, la densità degli stati, fino all'energia {\displaystyle E}, sarà l'integrale su tutte le energie da 0 ad {\displaystyle E}:
{\displaystyle n(E)=\int _{0}^{E}g(E')dE'}
Da cui:
{\displaystyle g(E)={\frac {dn}{dE}}={\frac {1}{2\pi ^{2}}}\left({\frac {2m}{\hbar ^{2}}}\right)^{3/2}{\sqrt {E}}}
spesso si preferisce usare l'energia di Fermi:
{\displaystyle g(E)={\frac {3}{2}}{\frac {n}{E_{\rm {F}}^{3/2}}}{\sqrt {E}},}

## Il potenziale chimico e la temperatura
Qui proviamo ad estendere quanto detto al caso di temperatura diverso da zero.
Infatti la densità degli stati, in prima
approssimazione, non cambia con la temperatura come pure il numero degli stati.
A temperatura {\displaystyle T=0} abbiamo supposto che tutti gli elettroni
stavano in livelli con energia minore od eguale ad {\displaystyle E_{F}}. Se aumentiamo la
temperatura, alcuni degli elettroni vicino alla superficie di Fermi potranno
andare
al di fuori della superficie di Fermi. Quindi
a {\displaystyle T>0} la probabilità {\displaystyle f(E)} di occupazione
dello stato energetico {\displaystyle E} diventa non più :
{\displaystyle f(E)=1\qquad E<E_{F}}
{\displaystyle f(E)=0\qquad E>E_{F}}
come abbiamo supposto per {\displaystyle T=0}, ma assume una forma diversa
che tiene conto del principio di esclusione di Pauli
Tendendo conto di tale principio si dimostra che per i fermioni la probabilità di occupazione dello
stato con energia {\displaystyle E} vale:
{\displaystyle f_{D}(E)={\frac {1}{e^{\frac {E-\mu }{K_{B}T}}+1}}}
Dove {\displaystyle \mu }, che ha le dimensioni di una energia, si chiama potenziale chimico e
rappresenta l'energia da fornire al sistema per aggiungere un fermione, o se si vuole quando {\displaystyle E=\mu }
la probabilità di occupazione diventa {\displaystyle 1/2}.
Tale distribuzione della probabilità viene detta distribuzione di Fermi-Dirac.
Qualsiasi fluido di fermioni ha una distribuzione delle energie che segue
tale distribuzione.

Distribuzione di Fermi-Dirac per tre diverse temperature, è dato in eV, come anche

Facilmente si può verificare come per {\displaystyle T\rightarrow 0}
la distribuzione di Fermi-Dirac vale:
{\displaystyle \lim _{T\rightarrow 0}f_{D}(E)=1\qquad E<\mu }
{\displaystyle \lim _{T\rightarrow 0}f_{D}(E)=0\qquad E>\mu }
Quindi il potenziale chimico coincide con l'energia di Fermi per
{\displaystyle T\rightarrow 0}:
{\displaystyle \lim _{T\rightarrow 0}\mu =E_{F}}
A una temperatura qualsiasi {\displaystyle T} la densità {\displaystyle dn} di elettroni
con energia compresa tra {\displaystyle E} ed {\displaystyle E+dE} diviene uguale
a:
{\displaystyle dn=f_{D}(E)g(E)dE}
L'integrale di {\displaystyle dn} per {\displaystyle 0<E<\infty } deve essere la densità totale {\displaystyle n} di elettroni liberi del metallo:
{\displaystyle n=\int _{0}^{\infty }f_{D}(E)g(E)dE}
Imponendo che {\displaystyle n} sia indipendente dalla temperatura (come è ovvio) segue, mediante dei passaggi matematici qua non esplicitati, che:
{\displaystyle \mu =E_{F}\left[1-{\frac {1}{3}}\left({\frac {\pi k_{B}T}{2E_{F}}}\right)^{2}\right]}
Quindi a temperatura ambiente il potenziale chimico si discosta
dall'energia di Fermi in maniera non significativa per tutti i metalli.
Spesso per questa ragione
si confonde il concetto di potenziale chimico con l'energia di Fermi.

## Calore specifico elettronico
L'energia totale del gas di elettroni in funzione della temperatura è pari a:
{\displaystyle U=V\int _{0}^{\infty }Eg(E)f_{D}(E)dE}
dove {\displaystyle V} è il volume del metallo.
Sviluppando in serie di Taylor la distribuzione
di Fermi-Dirac attorno all'energia di Fermi, si trova che:
{\displaystyle U=U_{0}+V{\frac {\pi ^{2}}{6}}(k_{B}T)^{2}g(E_{F})}
Dove {\displaystyle U_{0}=V\int _{0}^{E_{F}}Eg(E)dE} è l'energia nello stato fondamentale, quindi il calore specifico vale:
{\displaystyle c_{v}={\frac {1}{V}}{\frac {\partial U}{\partial T}}={\frac {\pi ^{2}}{3}}k_{B}^{2}Tg(E_{F})}
Notiamo come in tale espressione si sia volutamente non esplicitato
{\displaystyle g(E_{F})}, in quanto il conto è valido non solo
nel caso del modello degli elettroni liberi: vale qualunque sia la funzione densità degli stati.
Nel caso che il modello dell'elettrone libero sia applicabile
sostituendo a {\displaystyle g(E_{F})}
la sua espressione esplicita, si ricava:
{\displaystyle c_{v}={\frac {\pi ^{2}}{3}}{\frac {k_{B}T}{E_{F}}}\left({\frac {3}{2}}nk_{B}\right)}
Tra parentesi è stato messo in evidenza il termine che si era
ricavato nella ipotesi che il gas di elettroni fosse classico (modello di Drude). Quindi l'effetto della statistica di Fermi-Dirac è di diminuire il valore previsto del calore specifico di {\displaystyle {\frac {\pi ^{2}}{3}}{\frac {k_{B}T}{E_{F}}}}, che vuol dire a temperatura ambiente un fattore dell'ordine di 100. 
Questo risultato è in buon accordo con quanto si trova sperimentalmente a temperatura ambiente, cioè che nei solidi non vi
è differenza tra conduttori e non conduttori per quanto riguarda il calore specifico. Se, infatti, il gas di elettroni fosse una gas classico ci aspetteremmo un importante contributo al calore specifico dovuto agli elettroni di conduzione.
A bassa temperatura il contributo al calore specifico dovuto ai fononi, modello di Debye,
scende con la temperatura con un andamento del tipo {\displaystyle T^{3}},  per cui al
di sotto di certe temperature il contributo del calore specifico
dovuto agli elettroni di conduzione diventa il termine più rilevante; il calore
specifico totale dei metalli, a temperature più basse di quella di Debye, ha una espressione del tipo:
{\displaystyle c_{v}=\gamma T+AT^{3}}
con {\displaystyle \gamma =\pi ^{2}k_{B}^{2}n/(2E_{F})}.
Sperimentalmente in tutti
i metalli il calore specifico
dovuto agli elettroni, a bassa temperatura, segue una legge lineare con la temperatura.
La costante moltiplicativa {\displaystyle \gamma } è in buon accordo con il valore appena dato
solo per i metalli alcalini, negli altri metalli si trova una costante moltiplicativa diversa
da quella prevista dal modello di Sommerfield. La teoria a bande rimuove tale incongruenza dovuta alla semplicità del modello.

## Conducibilità elettrica
Esaminiamo la conducibilità elettrica usando il modello dell'elettrone libero della meccanica quantistica. A temperatura nulla gli elettroni occupano degli stati all'interno della sfera di Fermi nello spazio {\displaystyle k}. Essendo la sfera di Fermi centrata attorno a {\displaystyle k=0} per ogni stato con un certo valore {\displaystyle {\vec {k}}_{a}} ne esisterà un altro {\displaystyle -{\vec {k}}_{a}} in
maniera tale che la quantità di moto totale del gas di elettroni è nulla. 
La cosa non cambia a {\displaystyle T\neq 0} infatti la distribuzione di Fermi-Dirac rende semplicemente meno netta la occupazione degli stati nella zona vicina alla sfera di Fermi, ma ugualmente vi è un'esatta compensazione dei vettori d'onda.
Infatti la distribuzione degli stati non cambia con la temperatura. 
L'applicazione di un campo elettrico {\displaystyle {\vec {\cal {E}}}} cambia l'equazione di Schrödinger
con l'aggiunta di un termine costante additivo in assenza di
dissipazione. Ma se, con considerazioni simili a quelle che si vengono fatte nel caso classico, modello di Drude, si tiene conto della interazione con le imperfezioni
l'effetto medio del campo elettrico è solo un aumento alle velocità possedute da ogni elettrone di una velocità
di drift {\displaystyle {\vec {v_{d}}}}. Quindi il vettore d'onda di ogni elettrone
cambierà di:
{\displaystyle \Delta {\vec {k}}={\frac {m}{\hbar }}{\vec {v}}_{d}}
Quindi tutti gli elettroni si muovono nei nuovi stati spostati di
{\displaystyle \Delta {\vec {k}}} dai vecchi. Gli stati occupati stanno ancora in una sfera, ma ora tale sfera è centrata attorno a {\displaystyle {\vec {k}}=\Delta {\vec {k}}}.
Notiamo che {\displaystyle \Delta {\vec {k}}} è in direzione opposta ad {\displaystyle {\vec {\cal {E}}}}
a causa della carica negativa degli elettroni. Vediamo come ora non tutti gli elettroni sono in coppie di {\displaystyle {\vec {k}}_{a}}
e {\displaystyle -{\vec {k}}_{a}}. Alcuni stati su una sfera 
non sono occupati come prima ed altri sulla direzione opposta, che
non erano occupati, sono ora occupati. C'è quindi uno sbilanciamento ed il valore medio della quantità di moto totale non è più nullo, quindi si ha una corrente elettrica.
Essendo {\displaystyle v_{d}\ll v_{F}}, l'effetto è piccolo e quasi tutti gli elettroni sono compensati a coppie. Gli elettroni non compensati sono solo in una piccolissima regione attorno alla superficie di Fermi. Tutti gli altri
elettroni sono compensati e loro quantità di moto media è nulla. Tali elettroni non contribuiscono assolutamente alla corrente elettrica. La corrente elettrica dipende solamente dagli elettroni non compensati vicini alla superficie di Fermi. Quindi sono una piccolissima
frazione degli elettroni partecipano alla conduzione. Quindi a differenza dal caso classico dove tutti gli elettroni partecipavano alla conduzione con una velocità media {\displaystyle v_{d}}, nel quadro quantistico solo gli elettroni con
velocità circa eguale a quella di Fermi {\displaystyle v_{F}} partecipano alla conduzione. Quindi il numero di tali elettroni è circa:
{\displaystyle \Delta n=n{\frac {v_{d}}{v_{F}}}}
quindi la densità di corrente sarà circa:
{\displaystyle {\vec {J}}\cong {\frac {nv_{d}}{v_{F}}}e{\vec {v}}_{F}=ne{\vec {v}}_{d}}
che è lo stesso valore trovato nel caso classico, ma con un numero estremamente ridotto di elettroni di conduzione.
Nel modello quantistico, {\displaystyle {\vec {v}}_{d}} ha le dimensioni di una velocità, ma è legato allo spostamento della superficie di Fermi, e non
la media velocità di drift come nel modello di Drude.
Utilizzando gli stessi ragionamenti del modello di Drude si ricava che:
{\displaystyle {\vec {v_{d}}}=-{\frac {e{\vec {\cal {E}}}\tau _{F}}{m}}}
ora {\displaystyle \tau _{F}} è il tempo medio tra una collisione e la successiva per gli elettroni vicini la superficie di Fermi.
La conducibilità elettrica quindi diventa eguale a:
{\displaystyle \sigma ={\frac {ne^{2}\tau _{F}}{m}}}
Quindi, poiché la forma della distribuzione delle velocità degli elettroni non influenza il calcolo della conducibilità in DC ed in AC o nel calcolo del coefficiente di Hall, la trattazione di questi fenomeni non cambia sostanzialmente se si usa la statistica classica o quella di Fermi-Dirac.
Il cammino libero medio è:
{\displaystyle \ell =v_{F}\tau _{F}}
e rappresenta la distanza media percorsa dai soli elettroni vicino alla superficie di Fermi. Il modello di Drude considera il cammino libero medio connesso alla distanza tra gli ioni nel materiale, questo implica un moto 
diffusivo degli elettroni dovuto alla collisione con gli ioni. Nel modello di Sommerfield il cammino libero medio dipende dalla velocità di Fermi e quindi è un ordine di grandezza maggiore del caso classico, come si anche viene verificato sperimentalmente. Il cammino libero è quindi non il risultato della collisione con gli ioni, ma invece è legato alle imperfezioni dei materiali, i difetti e alle fluttuazioni termiche.

## Conducibilità termica
Uno dei grandi successi del modello di Drude è il buon accordo con il risultato sperimentale della conducibilità termica:
i metalli buoni conduttori di elettricità sono buoni conduttori di calore. In realtà l'accordo è dovuto a un doppio errore
nella formula utilizzata, in ogni caso il risultato del modello di Drude è errato per un fattore due.
Possiamo, facendo un ragionamento simile a quanto fatto nel modello di Drude, ricavare che la costante che compare nella legge di Fourier è data da:
{\displaystyle \kappa ={\frac {1}{3}}v^{2}\tau c_{v}}
A differenza del modello di Drude, in cui vale la stessa espressione, le grandezze fisiche che compaiono hanno un valore
diverso e sono:
la velocità di Fermi {\displaystyle v=v_{F}={\sqrt {2E_{F}/m}}} ,il tempo di collisione di Fermi {\displaystyle \tau =\tau _{F}=\sigma m/(ne^{2})} e il calore specifico dal gas quantistico di elettroni {\displaystyle c_{v}=\pi ^{2}nk_{B}^{2}T/(2E_{F})}, quindi:
{\displaystyle \kappa ={\frac {\pi ^{2}}{3}}\sigma T\left({\frac {k_{B}}{e}}\right)^{2}}
{\displaystyle {\frac {\kappa }{\sigma T}}={\frac {\pi ^{2}}{3}}\left({\frac {k_{B}}{e}}\right)^{2}=2.44\cdot 10^{-8}\ W\Omega /K^{2}}
Questa costante detta di Lorentz è molto simile al valore sperimentale della maggior parte dei metalli
ed è esattamente il valore previsto dalla legge empirica di Wiedemann-Franz. Il valore previsto della costante di Lorentz dal modello di Drude è invece due volte più piccolo.

## Compressibilità dei metalli
L'energia totale per unità di volume a {\displaystyle T=0} seguendo questo modello è pari a:
{\displaystyle u(0)={\frac {3}{5}}nE_{\rm {F}},}
Notiamo che non dipende dalla temperatura al contrario di quanto si trova con il modello di Drude in cui l'energia di ogni singolo
elettrone vale  {\textstyle {\frac {3}{2}}k_{\rm {B}}T}, che si annulla a temperatura zero. Quindi per avere la stessa energia il gas di elettroni classio dovrebbe trovarsi a circa la temperatura di Fermi. Possiamo calcolare la pressione allo zero assoluto: 
{\displaystyle P=-\left({\frac {\partial U}{\partial V}}\right)_{T,\mu }={\frac {2}{3}}u(0),}
dove {\textstyle V} è il volume and {\textstyle U(T)=u(T)V} è l'energia totale, la derivta è fatta a temperatura e potenziale chimico costante. Questa pressione è detta pressione di degenerazione degli elettroni e deriva dal principio di esclusione di Pauli. Questa pressione permette di calcolare il modulo di compressibilità del metallo:
{\displaystyle B=-V\left({\frac {\partial P}{\partial V}}\right)_{T,\mu }={\frac {5}{3}}P={\frac {2}{3}}nE_{\rm {F}}.}
Con questa espressione si ottiene l'ordine di grandezza giusto del modulo di compressibilità dei metalli alcalini e dei
 metalli nobili. In genere negli altri metalli vi è una discrepanza maggiore dovuta al fatto che in questo ragionamento non si è tenuto conto della struttura cristallina che chiaramente ha un ruolo.

## Effetto Seebeck
L'effetto Seebeck è un effetto termoelettrico, che si ha quando vi è una differenza di temperatura tra due parti di un metallo.
Il gas di elettroni, come un gas di particelle sarà più diradato nella regione più calda, e quindi ci aspetta che, essendo gli elettroni
carichi, si generi una differenza di potenziale. 
La costante di Seebeck, cioè la costante di proporzionalità tra differenza di temperatura e differenza di potenziale, con un ragionamento simile al modello di Drude, può riscriversi come:
{\displaystyle S=-{\frac {c_{v}}{3ne}}}
sostituendo a {\displaystyle c_{v}=\pi ^{2}nk_{B}^{2}T/(2E_{F})} si ha che:
{\displaystyle S=-\pi ^{2}{\frac {k_{B}T}{2E_{F}}}\left({\frac {k_{B}}{3e}}\right)}
Si è lasciato in parentesi il termine previsto dal modello di Drude, in questo caso  il modello di Drude prevede erroneamente una costante di Seebeck di un paio di ordini di grandezza maggiore di quanto trovato sperimentalmente e mentre il modello di Sommerfeld prevede il giusto ordine di grandezza.